# Screen Rant
Screen Rant je internetová stránka věnující se zprávám o televizních pořadech, filmech, videohrách a filmových teoriích. Vlastní ji společnost Valnet Inc., pod kterou spadají weby Comic Book Resources, Collider, MovieWeb a XDA Developers.

## Historie a obsah
Screen Rant byl spuštěn v roce 2003 Vicem Holtremanem a sídlil ve městě Ogden v Utahu. Stránky rozšířily své zpravodajství o události z červeného koberce v Los Angeles, Newyorský filmový festival a panely na San Diego Comic-Con International. V roce 2015 byly odkoupeny společností Valnet Inc. se sídlem v Montréalu v Québecu. Roku 2019 pak Valnet koupil Game Rant, sesterský web Screen Rantu.
Screen Rant spravuje vlastní youtubový kanál, jejž založil 18. srpna 2008 a který má přes 8,36 milionu odběratelů a více než 4 000 zveřejněných videí. Od roku 2017 vydává sérii videí Pitch Meeting, které uvádí Ryan George. K září 2020 v ní bylo natočeno přes 200 videí, jež dohromady nasbírala 250 milionů zhlédnutí.